# Contrebasson
Le contrebasson est un instrument de musique à vent de la famille des bois, de perce conique et à anche double, parent du basson et sonnant à l'octave inférieure de celui-ci. Son étendue est toutefois moins importante, de trois octaves et une seconde environ. Le tuyau comporte quatre coudes contre un seul pour le basson et sa colonne d'air d'environ cinq mètres est double de celle du basson. Son anche est également de 10 % à 20 % plus longue et plus large que celle du basson. C'est l'instrument le plus grave de l'orchestre. Joué par des bassonistes, il constitue néanmoins une spécialisation au sein d'un pupitre de bassons, au même titre que le cor anglais pour les hautboïstes ou la clarinette basse pour les clarinettistes.

## Histoire

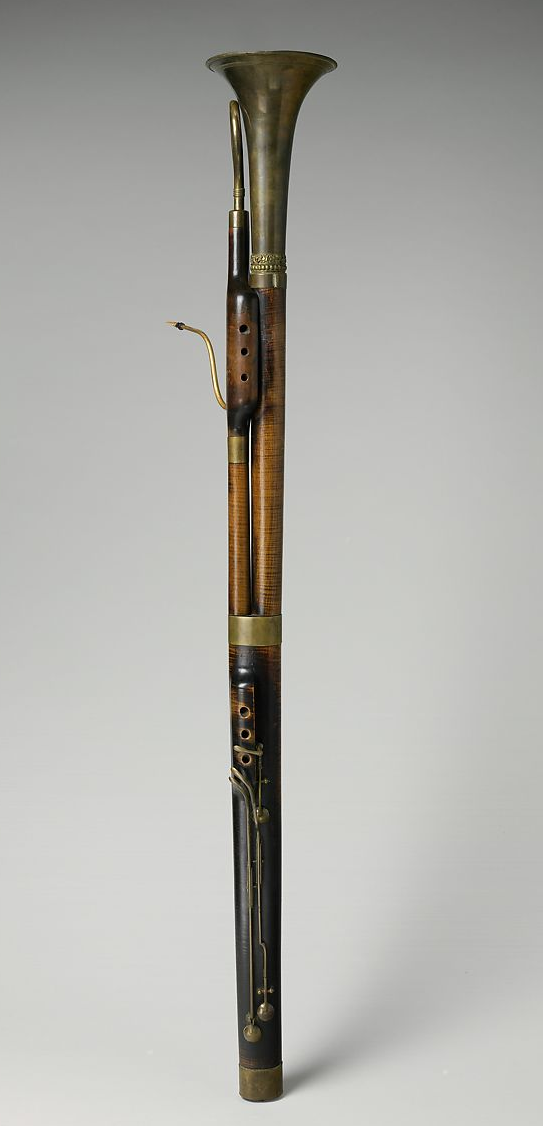
Contrebasson, fabriqué à Vienne dans la première moitié du XIXe siècle.

Bien qu'il existe des parties dédiées à l'instrument dans quelques œuvres de l'époque baroque et classique, chez Haendel (Music for the Royal Fireworks), Haydn (oratorios La Création et Les Saisons), Mozart (Maurerische Trauermusik) et Beethoven (symphonie no 5, symphonie no 9), c'est à partir du XIXe siècle que l'instrument prend de l'importance dans le répertoire orchestral en même temps qu'il est amélioré. Maurice Ravel notamment l'utilise d'une manière soliste dans son Concerto pour la main gauche et dans Ma mère l'Oye (Les entretiens de la Belle et de la Bête, où il figure le rôle de la Bête), ainsi que Paul Dukas dans son poème symphonique L'Apprenti sorcier et Richard Strauss dans son opéra Salomé. Johannes Brahms en fit un usage régulier dans ses symphonies (no 1, no 3, no 4), tout comme Gustav Mahler et Dmitri Chostakovitch.
Une littérature spécifique pour l'instrument se développe également tout au long du XXe siècle, avec Erwin Schulhoff, qui le premier écrit une pièce pour contrebasson solo, Bass nightingale, en 1922, Georges Migot, qui lui consacre un Prélude avec piano en 1953, ou Joseph Holbrooke, auteur de Variations on "The Ploughboy" pour contrebasson et piano, en 1956. Des compositeurs écrivent par ailleurs des concertos pour contrebasson et orchestre, tels Gunther Schuller, Donald Erb (en) ou Kalevi Aho.

## Répertoire
- Erwin Schulhoff, Bass nightingale pour contrebasson solo (1922)
- Gunther Schuller, Concerto pour contrebasson et orchestre (1978)
- Donald Erb (en), Concerto pour contrebasson et orchestre (1984)
- Willy Hess, Quintette pour contrebasson et cordes
- Otmar Nussio, Divertimento pour contrebasson et orchestre à cordes
- Daniel Dorff (en), Concerto pour contrebasson et orchestre (1990-1991)
- Victor Bruns (en), Concerto pour contrebasson et orchestre (1992)
- Barton Cummings, Concertino pour contrebasson et orchestre d'harmonie (2002)
- Michael Tilson Thomas, "Urban legend", concerto pour contrebasson et orchestre (2002)
- Kalevi Aho, Concerto pour contrebasson (2004-2005)
- John Woolrich, "Falling down", concerto pour contrebasson et orchestre (2009)